# Ermengarde av Tours
Ermengarde av Tours, även kallad Irmgard, född 804 i Alsace i Frankiska riket, död 20 mars 851, var en tysk-romersk kejsarinna, drottning av Italien och drottning av Franken; gift med kejsar Lothar I.

## Biografi
Ermengarde var dotter till greve Hugo av Tours och Ava av Morvois. Hon fick sin skolning i klostret Santa Giulia i Brescia.
Kejsar Ludvig den fromme valde ut Ermengarde till äktenskap med sin son Lothar I, när det blev dags för honom att gifta sig, fyra år efter hans tronbestigning. Vigseln ägde rum den 15 oktober 821 i Thionville. Paret fick åtta barn. Som morgongåva gav Lothar Ermengarde staden Erstein (i närheten av Strasbourg). Hon kröntes till kejsarinna 5 april 823 i Peterskyrkan i Rom.
Ermengarde beskrivs som vacker, from och ödmjuk, och ägnade sig åt att sköta om sina egendomar och gynna kyrkor och kloster och den välgörenhet dessa ägnade sig åt. I Bertins annaler kallas hon för "den kristnaste drottningen".
År 834 gav maken henne överhöghet över klostret Santa Giulia. Den 20 oktober 837 dog Ermengardes far. Enligt överenskommelse med hennes fars farbror, greve Sundgau Liutard, fick Irmengard vidsträckta landområden i Alsace (inklusive bosättningen Eshery), rik på silvergruvor. På hennes order byggdes här en kyrka, som hon, med sin mans samtycke, överförde till klostret i Gorza.
År 849, i Erstein, grundade Ermengarde benediktinerklostret heliga Cecilia och Agathas kloster (nu förstört), och gav klostret nästan hela staden. Donationsstadgan har bevarats i Strasbourgs arkiv. I slutet av sitt liv drog Irmengard sig tillbaka till detta kloster, där hon dog långfredagen den 20 mars 851.
För sin fromhet och beskydd av kloster är Ermengarde av Tours erkänd som ett lokalt vördat helgon i Strasbourgs stift i den romersk-katolska kyrkan. Hennes minne firas den 20 mars.